# Onze-Lieve-Vrouw-en-Sint-Bartolomeüsbasiliek

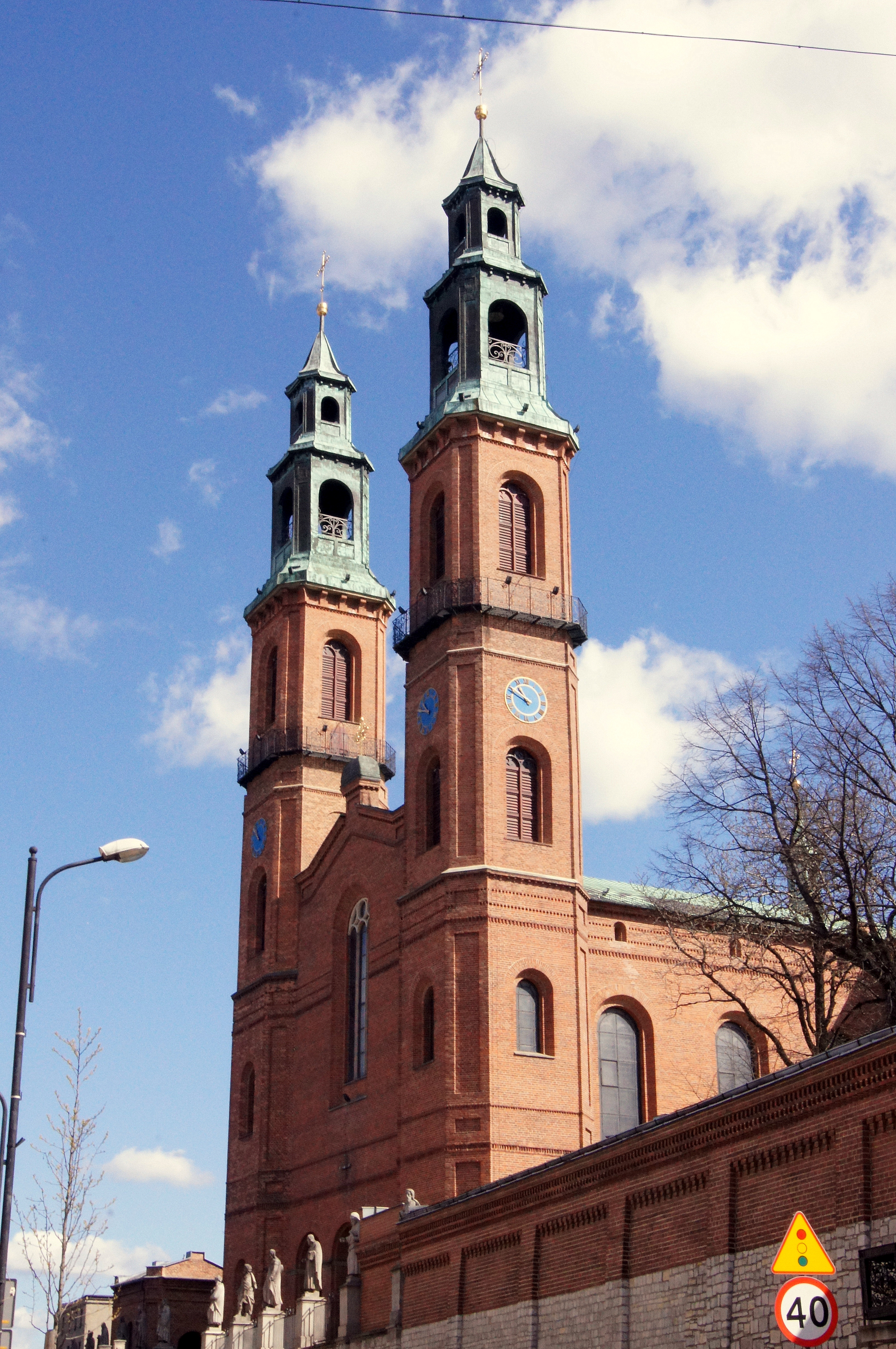
De Onze-Lieve-Vrouw-en-Sint-Bartolomeüsbasiliek

De Onze-Lieve-Vrouw-en-Sint-Bartolomeüsbasiliek (Pools: Bazylika Najświętszej Marii Panny i św. Bartłomieja) is een rooms-katholieke kerk en basilica minor in de Poolse gemeente Piekary Śląskie. De neo-romaanse kerk werd ingewijd in 1849 en verving een eerdere houten kerk gewijd aan Sint-Bartolomeüs. Tot de bouw werd besloten omdat de plaats een belangrijk bedevaartsoord was in Silezië. De plannen voor de nieuwe kerk werden getekend door architect Daniel Groetschel. In 1962 werd de kerk door paus Johannes XXIII verheven tot basiliek.